# Curling-Weltmeisterschaft der Damen 1979
Die Curling-Weltmeisterschaft der Damen 1979 (offiziell: Royal Bank of Scotland World Women’s Curling Championship 1979) war die 1. Austragung der Welttitelkämpfe im Curling der Damen. Das Turnier fand vom 17. bis 23. März des Jahres in der schottischen Stadt Perth im Perth Ice Rink statt. Das Turnier trug die Bezeichnung Weltmeisterschaft, wurde aber nicht von der damaligen International Curling Federation unterstützt.
Die Mannschaft der Schweiz feierte nach einem klaren Finalsieg über die Schwedinnen ihren ersten Weltmeistertitel.
Gespielt wurde ein Rundenturnier (Round Robin), was bedeutet, dass Jeder gegen jeden antritt.

## Teilnehmende Nationen
| BR Deutschland | Dänemark | England | Frankreich                                                                                               |
| --- | --- | --- | --- |
| CC Schwenningen, Schwenningen Skip: Susi Kiesel Third: Gisela Lunz Second: Heidi Schapman Lead: Trudi Benzing                     | Hvidovre CC, Hvidovre Skip: Iben Larsen Third: Astrid Birnbaum Second: Marianne Jørgensen Lead: Helena Blach              | Glendale CC, Northumberland Skip: Janette Forrest Third: Enid Logan Second: Mary Aitchison Lead: Dorothy Shell | Megève CC, Megève Fourth: Erna Gay Skip: Paulette Delachat Second: Suzanne Parodi Lead: Huguette Jullien |
| Italien | Kanada | Norwegen | Schottland                                                                                               |
| Cortina CC, Cortina d’Ampezzo Skip: Nella Alvera Third: Paola Zardini Second: Lidia Cavallini Lead: Loredana Da Giau              | North Shore WC, North Vancouver Skip: Lindsay Sparkes Third: Dawn Knowles Second: Robin Wilson Lead: Lorraine Anne Bowles | Asker CC, Oslo Skip: Ellen Githmark Third: Eli Kolstad Second: Kirsten Vaule Lead: Ingvill Githmark            | Ayr CC, Ayr Skip: Beth Lindsay Third: Ann McKellar Second: Jeanette Johnston Lead: May Taylor            |
| Schweden | Schweiz | Vereinigte Staaten                                                                                             | |
| Amatörföreningens CK, Stockholm Skip: Birgitta Törn Third: Katarina Hultling Second: Susanne Gynning-Ödling Lead: Gunilla Bergman | Basel-Albeina CC, Basel Skip: Gaby Casanova Third: Betty Bourquin Second: Linda Thommen Lead: Rosi Manger                 | Granidears CC, Seattle Skip: Nancy Langley Third: Dolores Wallace Second: Leslie Frosch Lead: Nancy Pearson    | |

## Tabelle der Round Robin
| Schlüssel | Schlüssel                      |
| --------- | ------------------------------ |
|           | Qualifiziert für die Play-offs |
|           | Tie-Breaker                    |

| Platz | Team               | Spiele | Siege | Ndlg. |
| ----- | ------------------ | ------ | ----- | ----- |
| 1.    | Schweden           | 10     | 8     | 2     |
| 2.    | Kanada             | 10     | 7     | 3     |
| 3.    | Schweiz            | 10     | 7     | 3     |
| 4.    | Schottland         | 10     | 7     | 3     |
| 5.    | Frankreich         | 10     | 7     | 3     |
| 6.    | Vereinigte Staaten | 10     | 7     | 3     |
| 7.    | Dänemark           | 10     | 4     | 6     |
| 8.    | BR Deutschland     | 10     | 4     | 6     |
| 9.    | Norwegen           | 10     | 3     | 7     |
| 10.   | Italien            | 10     | 1     | 9     |
| 11.   | England            | 10     | 0     | 10    |

## Ergebnisse der Round Robin

### Runde 1
| Begegnung                     | Resultat |
| ----------------------------- | -------- |
| Norwegen – BR Deutschland     | 5:17     |
| England – Schottland          | 3:16     |
| Frankreich – Kanada           | 3:11     |
| Vereinigte Staaten – Dänemark | 6:5      |
| Schweiz – Italien             | 18:1     |

### Runde 2
| Begegnung                    | Resultat |
| ---------------------------- | -------- |
| Vereinigte Staaten – Italien | 10:9     |
| Frankreich – Schweden        | 8:10     |
| England – Dänemark           | 7:8      |
| Schweiz – BR Deutschland     | 9:6      |
| Schottland – Norwegen        | 13:8     |

### Runde 3
| Begegnung                    | Resultat |
| ---------------------------- | -------- |
| Frankreich – Schweiz         | 10:5     |
| Vereinigte Staaten – England | 8:6      |
| Schweden – Schottland        | 8:5      |
| Dänemark – Norwegen          | 9:5      |
| Kanada – BR Deutschland      | 12:2     |

### Runde 4
| Begegnung                           | Resultat |
| ----------------------------------- | -------- |
| Schweden – Kanada                   | 9:3      |
| Schottland – Dänemark               | 11:2     |
| England – Italien                   | 2:11     |
| Vereinigte Staaten – BR Deutschland | 9:8      |
| Frankreich – Norwegen               | 9:4      |

### Runde 5
| Begegnung                | Resultat |
| ------------------------ | -------- |
| England – BR Deutschland | 6:14     |
| Kanada – Schweiz         | 12:5     |
| Schweden – Norwegen      | 7:3      |
| Frankreich – Dänemark    | 7:5      |
| Schottland – Italien     | 13:2     |

### Runde 6
| Begegnung                       | Resultat |
| ------------------------------- | -------- |
| Kanada – Norwegen               | 5:7      |
| Vereinigte Staaten – Frankreich | 9:8      |
| Dänemark – Italien              | 7:6      |
| Schottland – BR Deutschland     | 15:6     |
| Schweden – Schweiz              | 10:6     |

### Runde 7
| Begegnung                     | Resultat |
| ----------------------------- | -------- |
| Vereinigte Staaten – Schweden | 9:6      |
| Dänemark – BR Deutschland     | 9:7      |
| Schottland – Schweiz          | 4:7      |
| Kanada – Italien              | 10:6     |
| Frankreich – England          | 13:11    |

### Runde 8
| Begegnung                   | Resultat |
| --------------------------- | -------- |
| Italien – BR Deutschland    | 2:10     |
| England – Schweden          | 3:10     |
| Kanada – Vereinigte Staaten | 3:1      |
| Schweiz – Norwegen          | 9:7      |
| Frankreich – Schottland     | 10:5     |

### Runde 9
| Begegnung                    | Resultat |
| ---------------------------- | -------- |
| Kanada – Dänemark            | 12:2     |
| Vereinigte Staaten – Schweiz | 5:11     |
| Frankreich – BR Deutschland  | 14:3     |
| Schweden – Italien           | 11:3     |
| England – Norwegen           | 6:10     |

### Runde 10
| Begegnung                     | Resultat |
| ----------------------------- | -------- |
| Vereinigte Staaten – Norwegen | 6:2      |
| Frankreich – Italien          | 11:4     |
| England – Schweiz             | 2:11     |
| Schottland – Kanada           | 7:6      |
| Schweden – Dänemark           | 11:4     |

### Runde 11
| Begegnung                       | Resultat |
| ------------------------------- | -------- |
| Schweden – BR Deutschland       | 9:11     |
| Vereinigte Staaten – Schottland | 4:6      |
| Italien – Norwegen              | 3:11     |
| Dänemark – Schweiz              | 5:10     |
| England – Kanada                | 2:13     |

## Tie-Breaker
Im Tie-Breaker standen sich die punktgleichen Mannschaften um das Viertelfinale gegenüber.
| Begegnung                       | Resultat |
| ------------------------------- | -------- |
| Schottland – Vereinigte Staaten | 6:4      |
| Schweiz – Frankreich            | 8:5      |

## Play-off

### Turnierbaum
|  | Halbfinale | Halbfinale | Halbfinale |  |  | Finale | Finale   | Finale |
|  |            |            |            |  |  |        |          |        |
|  |            |            |            |  |  |        |          |        |
|  | 1          | Schweden   | 8          |  |  |        |          |        |
|  | 4          | Schottland | 5          |  |  |        |          |        |
|  |            |            |            |  |  | 1      | Schweden | 5      |
|  |            |            |            |  |  | 3      | Schweiz  | 13     |
|  | 3          | Schweiz    | 7          |  |  |        |          |        |
|  | 2          | Kanada     | 3          |  |  |        |          |        |
|  |            |            |            |  |  |        |          |        |

### Halbfinale
| Begegnung             | Resultat |
| --------------------- | -------- |
| Schweden – Schottland | 7:5      |
| Kanada – Schweiz      | 3:6      |

### Finale
| Begegnung          | Resultat |
| ------------------ | -------- |
| Schweden – Schweiz | 5:13     |

## Endstand
Es gab kein Spiel um den dritten Platz. Die Halbfinalverliererinnen aus Schottland und Kanada erhielten beide die Bronzemedaille.
| Platz | Land               |
| ----- | ------------------ |
| 1     | Schweiz            |
| 2     | Schweden           |
| 3     | Schottland         |
| 3     | Kanada             |
| 5     | Frankreich         |
| 6     | Vereinigte Staaten |
| 7     | Dänemark           |
| 8     | BR Deutschland     |
| 9     | Norwegen           |
| 10    | Italien            |
| 11    | England            |